# Бойс, Уолтер
Уолтер Бойс (англ. Walter Boyce; род. 29 октября 1946, Оттава) — канадский автогонщик.
В первом чемпионате мира по ралли в 1973 году он победил на Ралли США, вписав себя в историю как единственный североамериканский победитель этапа чемпионата мира. В следующем 1974 году он был третьим на Ралли Канады. Это был его последний успех в мировом ралли.
Бойс в 2003 году был введён в Зал славы автоспорта Канады.

## Титулы
- Чемпион Канады по ралли 1970 года
- Чемпион Канады по ралли 1974 года

## Список побед на этапах чемпионата мира по ралли
| # | Официальное название           | Сезон | Штурман  | Автомобиль     |
| - | ------------------------------ | ----- | -------- | -------------- |
| 1 | 25th Press-on-Regardless Rally | 1973  | Даг Вудс | Toyota Corolla |